# Central Delhi
Central Delhi är ett distrikt i Indien.   Det ligger i delstaten National Capital Territory of Delhi, i den norra delen av landet. Huvudstaden New Delhi ligger i Central Delhi. Antalet invånare är 582 320. Arean är 25,0 kvadratkilometer. Central Delhi gränsar till North Delhi och New Delhi.
Terrängen i Central Delhi är platt.
Följande samhällen finns i Central Delhi:
- Karol Bāgh